# Fritz Ebersold
Fritz Ebersold, amtlich Friedrich Ebersold (* 11. März 1851 in Saanen; † 11. Juni 1923 in Zürich), war ein Schweizer Redaktor, Schriftsteller und Bühnenautor.

## Leben

### Familie
Fritz Ebersold war der Sohn von Franz Ebersold.
1873 heiratete er in erster Ehe Elise, die Tochter von Jakob Christen aus Hellsau; in zweiter Ehe war er seit 1921 mit Anna Maria, der Tochter von Johann Pöhlmann aus Hahnbach bei Amberg in Bayern, verheiratet.

### Werdegang
Fritz Ebersold begann als Mitarbeiter bei der 1850 gegründeten Tageszeitung Der Bund und war darauf von 1893 bis 1898 Verleger und Redaktor beim Intelligenzblatt für die Stadt Bern und darauf als Redaktor bei der Schweizerischen Wirte-Zeitung. 1912 trat er von seinem Amt als Redaktor zurück, um den Verlag und die Redaktion des Satireblatts Nebelspalter sowie des Gastwirts zu übernehmen. Anfang 1918 nahm er seine Redaktorstätigkeit bei der Schweizerischen Wirte-Zeitung wieder auf.

### Schriftstellerisches Wirken
Neben Volksschriften über gesunde Ernährung, so unter anderem 1893 Unser täglich Brot, veröffentlichte Fritz Ebersold 1882 den historischen Roman Pflicht und Liebe. Später schrieb er 1889 mit E strubi Wuche, 1891 mit Wie Christen eine Frau gewinnt (nach Jeremias Gotthelf), 1892 mit E Radikalkur und 1904 mit D’s Puntenööri einige Lustspiele in Berner Mundart, die mehrfach aufgelegt wurden. Für den Tourismus publizierte er 1893 auf Deutsch und Französisch das Wanderbilder-Buch Durch das Berner Oberland.

### Mitgliedschaften
Fritz Ebersold war Generalsekretär des Schweizerischen Wirtevereins und referierte als solcher 1916 zu einer kommunalen Volksabstimmung über die Polizeistunde, die er ablehnte, wobei er den Vorschlag machte, bei deren Annahme den «Zürileu» aus dem Wappen zu entfernen und durch einen Unterrock zu ersetzen.

## Schriften (Auswahl)
- Sparmattchristeli i der Bärner Ustellig. In: Sammlung deutsch-schweizerischer Mundart-Literatur: Aus dem Kanton Bern. 1.–4. Heft, Zürich 1882, S. 31–40.
- Pflicht und Liebe. 1892.
- E strubi Wuche. Nydegger & Baumgart, Bern 1891.
- Wie Christen eine Frau gewinnt. Nydegger & Baumgart, Bern 1891.
- Kurpfuscher. In: Schweizerische Blätter für Gesundheitspflege dem Schweizervolke gewidmet von der Gesellschaft der Aerzte des Kantons Zürich. Bände 7–8, 1892, S. 128–132.
- Durch das Berner Oberland.
- Heitere Geschichten. Zürich 1901.
- D’s Puntenööri. Ch. Künzi-Locher, Bern 1905.
- E Radikalkur. Kuhn, Zürich 1910.
- Die Mundart des Saanenlandes. In: Die Schweiz. Band 20, 1916.
- Schweizer heiraten im Mittelalter. In: Die Berner Woche in Wort und Bild. Heft 7, 1917, S. 80.
- Vreneli, die Glunggenbäuerin. Eine Frauengestalt Jeremias Gotthelfs. In: Appenzeller Kalender. Band 198 1919, doi:10.5169/seals-374611#57.